# Odynerus luteoniger
Odynerus luteoniger är en stekelart som beskrevs av Giordani Soika. Odynerus luteoniger ingår i släktet lergetingar, och familjen Eumenidae. Inga underarter finns listade i Catalogue of Life.